# Trichoptya gaedei
Trichoptya gaedei là một loài bướm đêm trong họ Noctuidae.